# NIAAA

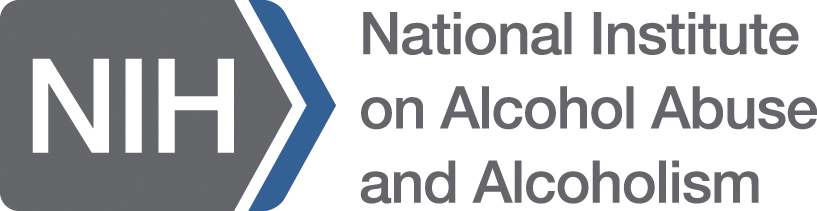
Logo de l'Institut national sur l'abus d'alcool et l'alcolisme.

Ancien logo.

Le NIAAA (acronyme de « National Institute on Alcohol Abuse and Alcoholism ») est l'institut national américain pour l'abus d'alcool et l'alcoolisme, créé dans le cadre des US National Institutes of Health (NIH) pour encadrer, organiser, conduire des travaux de recherche comportementale et biomédicale sur les causes, les conséquences, le traitement et la prévention de l'alcoolisme et plus généralement sur les problèmes liés à l'abus d'alcool et d'autres effets de l'alcool sur la santé. 
C’est l'un des 27 instituts et centres qui composent en 2018 les National Institutes of Health (NIH).

## Mission
Selon son site internet le NIAAA doit soutenir et conduire au niveau national (aux États-Unis) des recherches sur l'impact de la consommation d’alcool (y compris modérée) sur la santé et sur le bien-être, et sur les origines biologiques et socioculturelles des raisons pour lesquelles les gens réagissent différemment à l'alcool. Il doit contribuer à supprimer les stigmates associés aux problèmes d'alcool. Il cherche à ce que l'on puisse mieux comprendre les risques et les bienfaits de la consommation d'alcool pour la santé, ainsi que les raisons pour lesquelles l'alcool est source de comportements addictifs souvent destructeurs pour l'individu et son entourage. 
La NIAAA a une double mission de soutien de la recherche : 
1. C'est une agence de financement qui soutient la recherche par des institutions de recherche externes,
2. c'est aussi une institution de recherche qui produit elle-même des travaux de recherche sur l'alcool (en interne)[1] Elle finance environ 90 % de toutes ces recherches aux États-Unis. [citation nécessaire] La NIAAA publie la revue universitaire Alcohol Research: Current Reviews.

 
La NIAAA dirige et soutint l'effort national visant à réduire les problèmes liés à l'alcool, notamment via :
- la recherche liée à l'alcool dans un large éventail de domaines scientifique (génétique, neurosciences, épidémiologie, prévention et traitement.
- la coordination de travaux ou programmes communs avec d'autres instituts de recherche, avec des programmes fédéraux portant sur l'alcool et l'alcoolisme, avec des ONG, agences et programmes internationaux, nationaux, étatiques et locaux engagés sur la question de l'alcool.
- la traduction et diffusion de résultats d'études auprès des acteurs de la santé, chercheurs, décideurs et du grand-public.
- la création de stratégies plus efficaces de prévention et de traitement, tenant compte des risques physiques, comportementaux et sociaux découlant de la consommation excessive d'alcool et de la consommation d'alcool chez les mineurs.
- la publication de lignes directrices, par exemple aux États-Unis il a fixé à un verre d'alcool par jour la dose à ne pas dépasser après 65 ans[2].

## Gouvernance
Un groupe d'experts en recherche forme un Conseil consultatif qui conseille l'Institut sur les questions de programme et de politique dans le domaine de la recherche sur l'alcool.

## Plan stratégique
Il décrit les grands principes stratégiques guidant la recherche sur l'alcool entreprise ou financée par la NIAAA (avec possibilité de coopération avec d'autres institutions dans le monde.)
 

## Budgets
Selon son site internet, il lui permet d'être le plus grand bailleur de fonds de la recherche sur l'alcool au monde. 
c'est une composante des National Institutes of Health (NIH), sous l'égide du ministère de la Santé et des Services sociaux des États-Unis, principalement financée par le gouvernement des États-Unis, mais pouvant recevoir des dons ou des co-financements.
Le NIAAA soumet une demande annuelle de budget au NIH, incluse dans la demande budgétaire du NIH, envoyée au Président pour examen, puis la demande est étudiée par le Congrès qui l'approuve, la modifie ou la rejette. Quand le projet de budget est agréé par le Congrès, des crédits sont affectés aux agences gouvernementales dont les NIH.
Ainsi après avoir reçu son allocation budgétaire du NIH pour l'exercice 2017 dans le cadre de la Loi de crédits consolidés pour l'exercice 2017 (H.R.244) signée par le président Trump le 5 mai 2017, le NIH et la NIAAA ont établi leurs plans de gestion financière. Le budget 2017 du NIH pour le NIAAA prévoyait 483,36 millions de dollars (3,6 % de plus que pour 2016. 
Le budget de la NIAAA inclut une réserve de 1,9 million de dollars pour « l'initiative sur le cerveau ».
Des lignes directrices cadrent les dépenses de l'Institut et les limites de salaires  et la durée des subventions (les projets de recherche en 2017 ne doivent pas dépasser en moyenne quatre ans.

## Recherche extra-muros
La recherche intra-muros est faite par des laboratoires et chercheurs hébergés au sein de la NIAAA ; elle vise à démêler la base biologique des troubles liés à l’ingestion d'alcool et des problèmes connexes, ainsi qu’à développer de nouvelles stratégies pour prévenir et traiter ces troubles. 
La recherche extra-muros comprend à la fois des recherches cliniques et des recherches en sciences fondamentales ; elle est menée par des organisations extérieures au NIH, soutenues financièrement par les NIH via des programmes de subventions, des appels à projets ou des contrats ou accords de coopération. 

## Recherche clinique
Elle concerne :
- la prévention
- le traitement de l’alcoolisme
- les services de santé
- la recherche intra-muros
- le néo-prohibitionnisme

Pour  plus de  30 % des budgets de recherche, il s’agit de recherches extra-muros).

## Alertes scientifiques
L'Institut publie des informations utiles pour la prévention et la gestion des risques liés à la consommation d'alcool qui « réduit les capacités physiques et mentales et diminue les inhibitions », « altère le jugement et augmente la prise de risque », « ce qui peut avoir des conséquences tragiques » sur les activités professionnelles, la conduite de véhicules  et les activités de loisir. 
Par exemple 
- une publication récente (2018) montre que jusqu'à 70 % de tous les décès liés aux loisirs aquatiques chez les adolescents et les adultes américains sont liés à l'alcool ; 60 pour cent des décès de la navigation (dont chute par-dessus bord). Un navigateur dont l'alcoolémie dépasse 0,1 pour cent (4 à 5 verres) est 16 fois plus susceptible de se tuer accidentellement en mer qu'un abstinent[5]
- 1 à 5 % de 6 639 jeunes enfants américains suivis de 2010 à 2016 souffrent d'alcoolisation fœtale[6].
- Le cerveau est l'organe du corps humain qui prend le plus de temps à se développer, et il mature sous l'effet de facteurs génétiques et environnementaux  (en 20 ans environ) . Plus de 100 milliards de neurones s'y organisent et une partie des changements les plus rapides et marqués surviennent lors de l'enfance et l'adolescence[7]. À l'adolescence, le volume de matière grise diminue («élagage synaptique») alors que celui de la matière blanche augmente (permettant probablement une meilleure connectivité cérébrale local et globale dans le cerveau). Les cerveau d'adolescents consommant beaucoup d'alcool perdent plus rapidement leur matière grise et gagnent moins de substance blanche[8],[9], [10].

## Calculateurs d'alcool
Le NIAAA a mis en ligne des outils pour évaluer pour divers types d'alcool leurs apports en calories, volume d'alcool éthylique, coûts, risques en termes d'alcoolémie, nombre de boissons standard dans chaque cocktail...